# عباس‌آباد (گلستان)
عباس‌آباد یک روستا در ایران است که در دهستان گلستان شهرستان سیرجان واقع شده‌است.